# Мурени (гурт)
Мурени — український рок-гурт.
В 2020 відновили музичну діяльність після 7-ми років затишшя.
Влітку 2020 вийшов новий сингл гурту Мурени — 42 години танцю, що дав початок новому альбому і концертній діяльності. 
Актуальний альбом "До І Після" - https://youtu.be/hABnaBT3VGE

## Склад
- Іван Дригало — вокал, фронтмен
- Дмитро Олексенко — гітара
- Олексій Вавілов — бас-гітара
- Володимир Кушнір;— ударні
- Олексій Дригало — звук, оранжування, відео.

## Історія гурту
Гурт «Мурени» був заснований у 1998 році. Хлопці самостійно створили команду та 7 років експериментували з музичними стилями і напрямками, здобувши неоціненний досвід виступів на різноманітних майданчиках. На рахунку музикантів участь у декількох українських фестивалях, серед яких: «Гніздо», «Чайка», «Своя Музика» та «Берег».
2005-го року під час виступу на фестивалі «Гніздо» у місті Біла Церква, Віталій Титаренко, продюсер гурту запропонував опікуватися цим проєктом Віталію Климову, відомому співпрацею з гуртами «Табула Раса», «Океан Ельзи» та співачкою Альоною Вінницькою. З того часу гурт отримав двох продюсерів. Почалася активна робота. Музиканти взялися за накопичення матеріалу для дебютного диска.
Першим результатом творчої роботи у студії став радіосингл «Мурен» — пісня «Схожа На Осінь», саундпродюсером якої став Віталій Телезін (Океан Ельзи, Друга Ріка, Лама, Братья Гримм). Композиція активно з'являлася в етері радіостанцій, саме до неї «Мурени» відзняли відеокліп. Незвичну для попроку історію та стилістику відео створив один з провідних українських кліпмейкерів — Семен Горов разом з оператором Олексієм Степановим (саме їм належить авторство відеокліпу до пілотного хіта гурту Океан Ельзи — «Там, Де Нас Нема»). Саме трек «Схожа на осінь» приніс «Муренам» перший професійний feedback — перемогу у конкурсі «Своя Музика».
Наступником «Схожої на осінь» став «Трек 22», який розставив усі крапки над «і» у питаннях ідентифікації Мурен. Відео до пісні «Трек 22» відзняв Стеколенко-молодший (Ігор) (працював з гуртом «Скрябін)». Ідея використати прийом фільмування одним планом (не зупиняючи камеру) належить Віталію Климову. Під час роботи над роликом Ігор Стеколенко запропонував ускладнити процес, і перетворив цікавий хід на цілісну філософію. Локацією знімання був обраний «Український дім». Концептуальність стала головним аспектом кліпу.
«Наразі існує небагато ідейних відео, більшість — просто створюють настрій. „Трек 22“ невипадково знімався одним планом — це втілення нескінченності. Мені здається, відео ідейно вдало ілюструє пісню» (Іван Дригало, лідер гурту «Мурени»)
Специфіка знімання відео «Трек 22» полягала в тому, що на знімальному майданчику усе мало працювати точно — кожен з акторів, музикантів, постановників, освітлювачів, техніків мав з'явитися у потрібний момент у потрібному місці. Неабияку винахідливість виявив і оператор Ярослав Пілунський, створивши комп'ютерну структуру кліпу.
Одразу після знімання «Мурени» продовжили студійні сесії з Віталієм Телезіним у його студії «211». Пісня «Забути» була записана за участю симфонічного оркестру Київської філармонії. Диригентом та автором оркестрових партій став клавішник гурту Океан Ельзи, Мілош Єліч. Третій кліп Мурен, знятий Віктором Придуваловим (Океан Ельзи, Город 312, Аліса, Акваріум, Калинов Мост, Іванушкі international, Корні, Фабрика, Куба, Бумбокс, Ночные Снайперы) до синглу «Забути» є справжнім відеопазлом. Лісова історія кохання відтворена на плазмових екранах стала декорацією другого знімального дня у студії імені О. Довженка. В кліпі з'явилися всі учасники запису цього треку — п'ятірка «Мурен» та симфонічний оркестр Київської філармонії у повному складі.
Дебютний альбом Мурен «Схожа на осінь», який вийшов весною 2008 року, містить 12 треків та 2 бонуси, а також 4 відеокліпи. Запис диска здійснювався в студії 211 Віталія Телезина, відомого за співпрацею з Океаном Ельзи, Ламою та ще цілою низкою виконавців.
Зараз група активно концертує по Україні та готує свій другий альбом «36,6». Знято кліпи на пісні «Без меж», «Мадемуазель», «36,6», «Скучаю».
Група у 2010 році вирушила в тур Україною і частково Росією в підтримку другого альбому «36,6».
В період з 2012 по 2013 хлопці активно накопичували матеріал для нової повноцінної платівки. Назва альбому поки що не розголошується, але вже відомо, що кількість пісень буде 11. Реліз нового творіння від Мурени планується на осінь 2013 року. В підтримку хлопці мають відіграти всеукраїнський тур з новою та старою програмами. Пісня «Не така, як всі», яка стала рекордною по тривалості в радіочартах також увійде у нову платівку групи, поряд з відомими піснями «Ковток весни», «Я з тобою», «Бомба».
Пісня «Не така як всі» — це чергова робота гурту. Трек став найбільш ротаційним радіосинглом. На цю пісню було знято кліп.
В 2020 відновили музичну діяльність після 7-ми років затишшя.
Оновлений склад, творчі наміри і нові пісні все це характеризує нову сторінку в творчості гурту.
Влітку 2020 вийшов новий сингл гурту МУРЕНИ — 42 Години Танцю, що дав початок новому альбому і концертній діяльності.

## Склад гурту
Іван Дригало — вокал, фронтмен
Дмитро Олексенко — гітара
Олексій Вавілов — бас-гітара
Володимир Кушнір — ударні
Олексій Дригало — звук, аранжування, відео.

## Колишні учасники
- Андрій Козоріз
- Михайло Слесаренко
- Анатолій Махинько
- Олег Тарасенко
- Валерій Ососов

## Альбоми
- Схожа На Осінь (2008)

## Кліпи
- Схожа На Осінь
- Трек 22
- Забути
- Схожа На Осінь (Major Mix)
- Без Меж
- Мадемуазель
- 36,6
- Скучаю
- Бомба
- Не Така Як Всі
- 42 Години Танцю (2020)
- Як І Раніше (2021)